# (10272) Yuko
(10272) Yuko est un astéroïde de la ceinture principale.

## Description
(10272) Yuko est un astéroïde de la ceinture principale. Il fut découvert le 1er mars 1981 à l'observatoire de Siding Spring par Schelte J. Bus. Il présente une orbite caractérisée par un demi-grand axe de 2,75 UA, une excentricité de 0,11 et une inclinaison de 11,9° par rapport à l'écliptique.